# Fulking
Fulking är en civil parish i Storbritannien.   Den ligger i grevskapet West Sussex och riksdelen England, i den södra delen av landet, 70 km söder om huvudstaden London. Antalet invånare är 250. Arean är 6,3 kvadratkilometer.
Terrängen i Fulking är varierad.